# Saint-Marcel-Bel-Accueil
Saint-Marcel-Bel-Accueil é uma comuna francesa na região administrativa de Auvérnia-Ródano-Alpes, no departamento de Isère. Estende-se por uma área de 18,23 km². Em 2010 a comuna tinha 1 451 habitantes (densidade: 79,6 hab./km²).